# Ганхугийн Пурэвбат
Ганхугийн Пурэвбат (монг. Ганхүүгийн Пүрэвбат; 1965 — 10 апреля 2024) — заслуженный деятель искусства Монголии, монгольский буддийский художник, основатель и преподаватель Монгольского института буддийских искусств при улан-баторском Буддийском университете, искусствовед.

## Биография

### Образование
Пурэвбат родился в 1965 году в сомоне Борнуур Центрального аймака МНР одним из пятнадцати детей арата Ганху. Старик, бывший монахом до начала репрессий 1930-х годов, показал ему азы буддийской живописи и посоветовал отправить его на учёбу в Улан-Батор. После окончания среднего Художественного училища Пурэвбат был отправлен в московский Суриковский институт. Вернувшись после окончания института на родину и отслужив в армии, Пурэвбат поступил в Буддийский институт Гандана и принял монашество.
В Монголии Пурэвбат смог найти лишь двух мастеров буддийской иконописи, и в 1990 году при содействии посла Индии в Монголии Бакулы Ринпоче поехал на учёбу в Индию, где до 1993 года проживал в Дхарамсале, учась у личного художника Далай-ламы XIV. Кроме этого, Пурэвбат в ходе своей учёбы побывал в Тибете, Непале и Бутане, и, возвращаясь на родину, располагал более чем 200 кг сделанных за это время набросков и рисунков.

### Деятельность в Монголии
Вернувшись в Гандан в 1993 году, Пурэвбат в 1996 году открыл при нём художественное отделение (Монгольский институт буддийских искусств), собственными силами изготовив и приобретя всё необходимое для обучения. В первом наборе учеников были не только монголы, но и буряты с тувинцами. Реставрируя старые тханки, Пурэвбат создал обширную коллекцию учебного материала. В настоящее время в открытой им школе работают преподаватель тибетского языка, мастера литья, плотницкого дела, аппликации. Жена Пурэвбата, кореянка Ким-сан Джонг, также является мастером буддийской живописи и преподаёт в его школе.
Большим успехом в стране пользовалась его выставка религиозного искусства в 2000 году, на которой учёный Л. Тудэв назвал его «современным Дзанабадзарoм». К 2008 году насчитывалось 66 книг и альбомов, написанных, переведённых или составленным Пурэвбатом. Более 20 произведений монгольских философов Пурэвбат переписал со старомонгольского на современном монгольском языке.
У себя на родине, в сомоне Борнуур, Пурэвбат построил самый большой в стране музей буддийской архитектуры, принял участие в восстановлении Дэмчигийн-хийда в сомоне Ханбогд аймака Умнеговь, активно участвовал в строительстве монастыря Бэтувлин, основанного Бакулой Ринпоче, создал серебряную ступу для его мощей после его смерти. Пурэвбат возглавлял работу по созданию панно в технике аппликации «Ваджрапани» размерами 18х12 м, которое было открыто для всеобщего обозрения 19 мая 2008 года и ныне экспонируется в храме столичного монастыря Гандан, вместе со статуей Мэгжид Жанрайсэг.
Умер 10 апреля 2024 года.